# Ludwig von Flotow
Ludwig von Flotow (17. listopadu 1867 Vídeň – 6. dubna 1948 Gmunden) byl rakousko-uherský diplomat a politik. Od 2. listopadu 1918 do 11. listopadu 1918 zastával post ministra zahraničí Rakouska-Uherska (jedno ze tří společných ministerstev Rakouska-Uherska, zřízených po rakousko-uherském vyrovnání). Byl posledním představitelem tohoto ministerstva před zánikem monarchie. Fakticky již jeho úkolem bylo pouze provádění likvidace rezortu, protože Rakousko-Uhersko se už koncem října 1918 rozpadlo.